# Donjon van Clermont
De Donjon van Clermont (Frans: Donjon de Clermont) is een donjon in de Franse gemeente Clermont. Het bouwwerk is een beschermd historisch monument sinds 1950.